# Cullen Skink

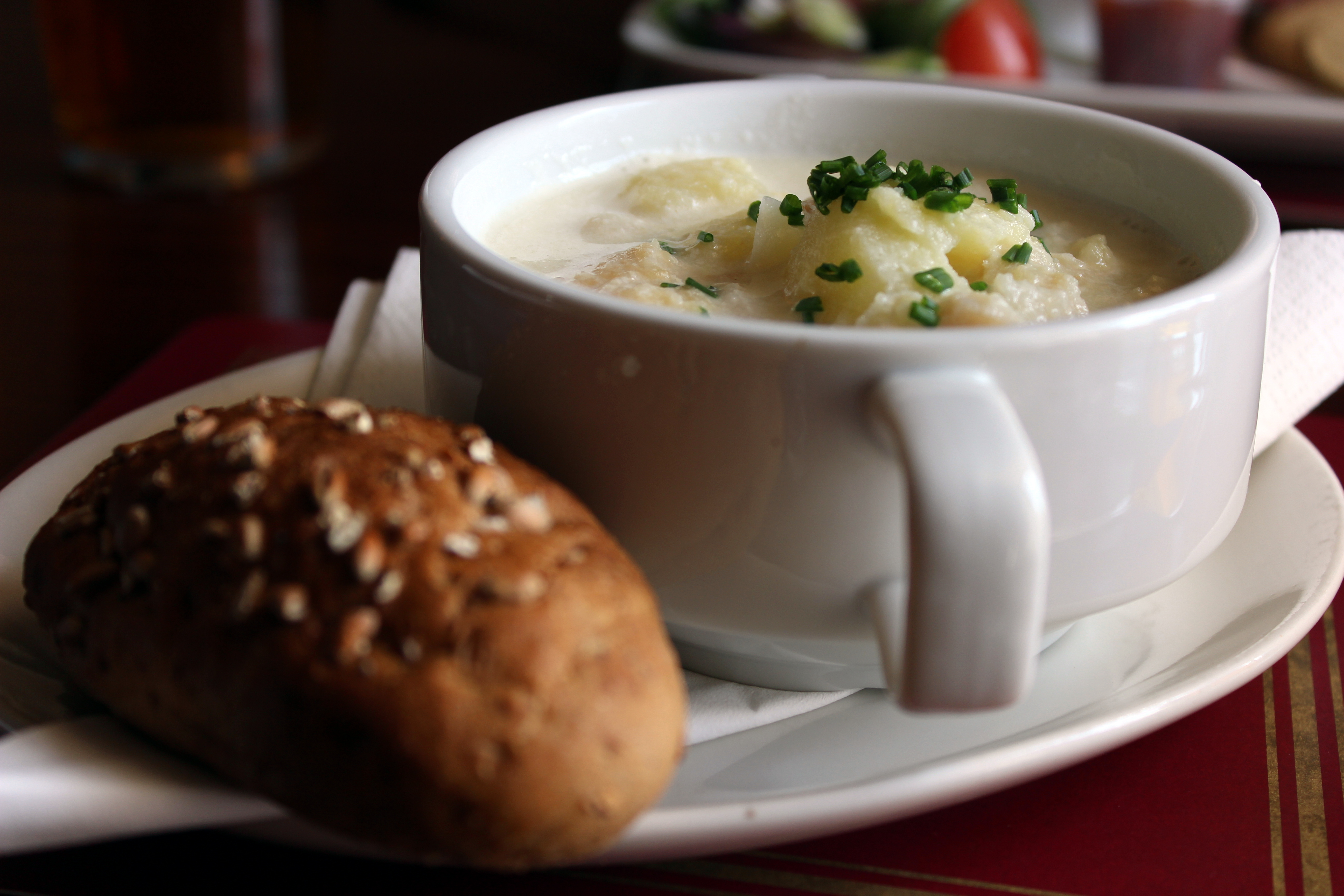
Un bol de cullen skink, acompañado de pan

Cullen Skink es una sopa típica de la cocina escocesa elaborada a partir de abadejo ahumado, patatas y cebollas. 
Esta sopa es una especialidad local de la ciudad de Cullen en Moray, en la costa noroeste de Escocia. La sopa se sirve a menudo como un entremés en los almuerzos escoceses. El nombre se cree que tiene su origen en la palabra holandesa (del neerlandés medio) skink, que significa “espinilla, nudillo” o bien “caza de vacuno”.

## Cultura
La sopa Cullen Skink aparece en muchas guías culinarias de recetas típicas escocesas y se ofrece en los menús a lo largo de diversos restaurantes de Escocia. La sopa es extremadamente fácil y rápida de hacer.